# Île de Talim
L'île de Talim constitue la plus grande île du lac de Laguna de Bay, qui est lui-même le plus grand lac des Philippines, près de la capitale du pays, Manille. L'île est située dans la province de Rizal, sous la juridiction de deux municipalités. Le côté ouest de l'île dépend de la municipalité de Binangonan, tandis que la partie orientale fait partie de Cardona.
L'île est d'origine volcanique et forme le bord sud-ouest d'un lac de caldeira. Le volcanisme après la formation de la caldeira a créé ensuite les maars et cratères volcaniques situés au sud de l'île de Talim.

## Histoire
L'île semble être peuplée bien avant la colonisation espagnole. Tous les barangays composant l'île possèdent en effet des noms provenant de la langue Tagalog, qui constitue l'une des 90 langues aux Philippines.

## Géographie

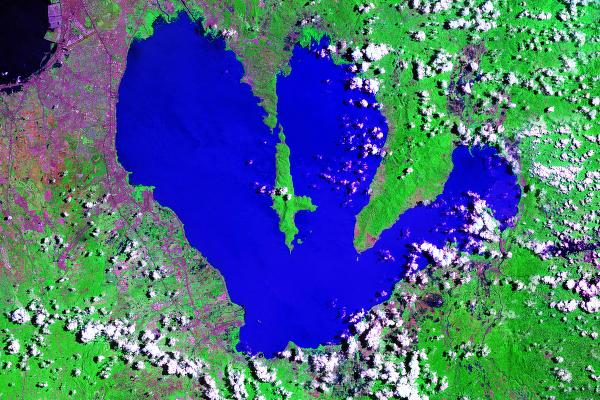
L'île de Talim au centre de la Laguna de Bay

L'île de Talim est située presque au centre de Laguna de Bay, un lac volcanique composé de trois lobes dont le centre est constitué par la caldeira de Laguna. La pointe nord de l'île est séparée du continent par le Passage du Diable, un bras d'eau large de seulement 240 mètres dans sa partie la plus étroite. 
Le point culminant de l'île est le mont Tagapo, d'une hauteur de 438 mètres, connu localement comme le mont "Susong Dalaga" (les Montagnes du sein de Maiden) pour sa forme de colline conique ressemblant à une poitrine féminine.
L'île est riche en bambou, que les insulaires utilisent de manière artisanale pour fabriquer différents types de meubles tels que des canapés en bambou, des armoires, des tables, des chaises, etc. Le bambou représente l'activité principale de l'île, devant la pêche ou le tourisme. Du fait de la pollution croissante du lac de Laguna de Bay liée à l'activité industrielle, les habitants de l'île voient peu à peu leur mode de vie menacé.

## Climat
La région de l'île de Talim possède deux saisons marquées: une saison sèche de novembre à avril et une saison
humide pendant le reste de l'année. Les pluies les plus importantes se produisent habituellement durant les mois de juillet, août et septembre. La période la plus fraîche s'étend de novembre à février. Bien que l'île soit protégée par la Sierra Madre au nord, elle est touchée par la mousson du sud-ouest et par les cyclones tropicaux.
Ainsi, en septembre et octobre 2009, les cyclones Ketsana et Parme s'abattent sur les Philippines, et en particulier sur la Laguna de Bay, provoquant des inondations importantes et une montée des eaux qui affecte l'île durant plus d'un mois.

## Démographie
L'île se compose de 24 barangays dont 17 relèvent de la municipalité de Binangonan et 7 de Cardona. La population totale de l'île s'élève en 2010 à 39283 habitants.

## Transports
Pour se rendre sur l'île de Talim, la durée du trajet en bateau depuis le port de Binangonan est d'environ une heure. Sur l'île, il n'y a pas de voitures, mais on peut trouver quelques tricycles.

## Sources
1. ↑  (en) History of Binangonan, binangonan.gov.ph
2. ↑  (en) Laguna Caldera, volcano.si.edu
3. ↑  (en) Underestimating Mt. Tagapo, thetravellingdork.com
4. ↑  (en) DANGEROUS WATERS: Threats and Frustrations in the Fishing Community of Talim Island, wordpress.com
5. ↑  (en) Exploring Talim Island, the 'mole' in the waters of Laguna de Bay, gmanetwork.com
6. ↑  (en) Total Population by Province, City, Municipality and Barangay: as of May 1, 2010, census.gov.ph
7. ↑  (en) Climbing Mt. Tagapo, wordpress.com
8. ↑  (en) Talim island, thecausemopolitan.com